# Équipe du Queensland de rugby à XIII
L'équipe du Queensland de rugby à XIII est l'équipe qui représente l'État australien du Queensland lors des compétitions de rugby à XIII depuis 1908. Elle est aussi connue sous le nom de Maroons (Bordeaux en français), en référence à la couleur de leur maillot. Aujourd'hui, cette sélection joue exclusivement une série annuelle de trois matchs, appelée State of Origin, contre la Nouvelle-Galles du Sud.

## Période pré-State of Origin (1908-1980)
L'équipe du Queensland de rugby à XIII a joué son premier contre celle de la Nouvelle-Galles du Sud en 1908. Quelques mois avant la création de son championnat, le Queensland s'incline 43 à 0. Jusqu'en 1922, la Nouvelle Galles du sud domine son voisin du nord. De 1922 à 1925, le Queensland bat à 11 reprises sur 12 la Nouvelle-Galles du Sud, il s'agit de la seule période dorée du Queensland de la période pré-State of Origin. En 1925, le Queensland part en tournée en Nouvelle-Zélande et joue contre son équipe nationale.

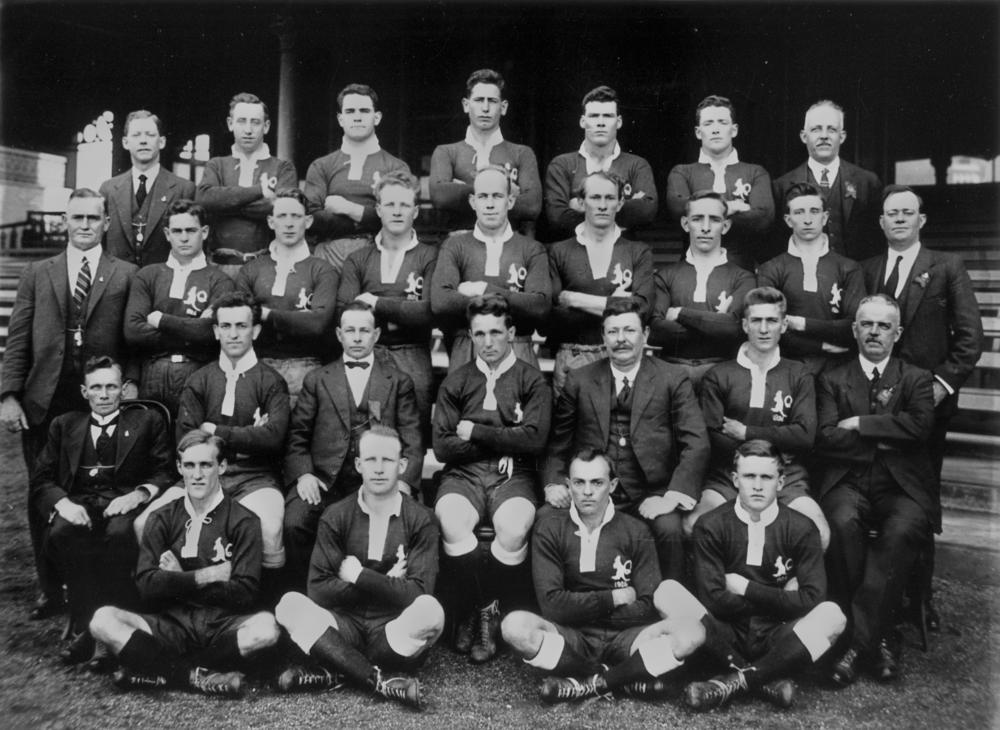
équipe de 1924

Après cette période propice pour le Queensland, la Nouvelle-Galles du Sud est largement dominante. En effet, le puissant championnat de la New South Wales Rugby Football League attire les meilleurs joueurs dont ceux du Queensland. Chaque sélection disposait des joueurs évoluant dans leurs États respectifs sans aucune considération à leurs origines, de ce fait le Queensland est désavantagé. Dans les années 70, le Queensland ne remporte que 4 matchs. Pour rendre ces rencontres plus attractives, il a été décidé que si la Nouvelle Galles du Sud remporte les deux premiers matchs de la série de 1980, une dernière rencontre serait jouée selon des règles de sélection différentes, s'appuyant sur l'origine du joueur et non plus comme auparavant selon le championnat où évolue ce dernier. Le 8 juillet 1980, le Queensland bat la Nouvelle-Galles du Sud sur le score de 20 à 10, le State of Origin nait. 
Durant cette période pré-State of Origin, le Queensland compte 54 victoires, 8 nuls et 159 défaites en 221 rencontres.
Entre 1908 et 1979, le Queensland a joué des matchs contre des équipes nationales en tournée en Australie. En 1983, le Queensland est parti en tournée Papouasie-Nouvelle-Guinée et en Grande-Bretagne.

## Joueurs emblématiques

### Origin Greats
Pour célébrer le 25e anniversaire du State of Origin, la Queensland Rugby League nomme 25 légendes :
| - Arthur Beetson - Gary Belcher - Martin Bella - Kerry Boustead - Chris Close - Greg Conescu - Greg Dowling - Trevor Gillmeister - Peter Jackson - Allan Langer - Gary Larson - Wally Lewis - Bob Lindner |  | - Darren Lockyer - Mal Meninga - Gene Miles - Rod Morris - Dale Shearer - Matt Sing - Darren Smith - Gorden Tallis - Paul Vautin - Kevin Walters - Steve Walters - Shane Webcke |

### Capitaines
| Année | Match 1            | Match 2            | Match 3            |
| ----- | ------------------ | ------------------ | ------------------ |
| 1980  | Arthur Beetson     |                    |                    |
| 1981  | Wally Lewis        | Wally Lewis        | Wally Lewis        |
| 1982  | Wally Lewis        | Wally Lewis        | Wally Lewis        |
| 1983  | Wally Lewis        | Wally Lewis        | Wally Lewis        |
| 1984  | Wally Lewis        | Wally Lewis        | Wally Lewis        |
| 1985  | Wally Lewis        | Wally Lewis        | Wally Lewis        |
| 1986  | Wally Lewis        | Wally Lewis        | Wally Lewis        |
| 1987  | Wally Lewis        | Wally Lewis        | Wally Lewis        |
| 1988  | Wally Lewis        | Wally Lewis        | Wally Lewis        |
| 1989  | Wally Lewis        | Wally Lewis        | Wally Lewis        |
| 1990  | Paul Vautin        | Wally Lewis        | Wally Lewis        |
| 1991  | Wally Lewis        | Wally Lewis        | Wally Lewis        |
| 1992  | Mal Meninga        | Mal Meninga        | Mal Meninga        |
| 1993  | Mal Meninga        | Mal Meninga        | Mal Meninga        |
| 1994  | Mal Meninga        | Mal Meninga        | Mal Meninga        |
| 1995  | Trevor Gillmeister | Trevor Gillmeister | Trevor Gillmeister |
| 1996  | Trevor Gillmeister | Allan Langer       | Allan Langer       |
| 1997  | Adrian Lam         | Adrian Lam         | Adrian Lam         |
| 1998  | Allan Langer       | Allan Langer       | Allan Langer       |
| 1999  | Adrian Lam         | Kevin Walters      | Adrian Lam         |
| 2000  | Adrian Lam         | Adrian Lam         | Adrian Lam         |
| 2001  | Gorden Tallis      | Darren Lockyer     | Darren Lockyer     |
| 2002  | Gorden Tallis      | Gorden Tallis      | Gorden Tallis      |
| 2003  | Gorden Tallis      | Gorden Tallis      | Gorden Tallis      |
| 2004  | Shane Webcke       | Darren Lockyer     | Darren Lockyer     |
| 2005  | Darren Lockyer     | Darren Lockyer     | Darren Lockyer     |
| 2006  | Darren Lockyer     | Darren Lockyer     | Darren Lockyer     |
| 2007  | Darren Lockyer     | Darren Lockyer     | Darren Lockyer     |
| 2008  | Cameron Smith      | Cameron Smith      | Cameron Smith      |
| 2009  | Darren Lockyer     | Darren Lockyer     | Darren Lockyer     |
| 2010  | Darren Lockyer     | Darren Lockyer     | Darren Lockyer     |
| 2011  | Darren Lockyer     | Darren Lockyer     | Darren Lockyer     |
| 2012  | Cameron Smith      | Cameron Smith      | Cameron Smith      |
| 2013  | Cameron Smith      | Cameron Smith      | Cameron Smith      |
| 2014  | Cameron Smith      | Cameron Smith      | Cameron Smith      |
| 2015  | Cameron Smith      | Cameron Smith      | Cameron Smith      |
| 2016  | Cameron Smith      | Cameron Smith      | Cameron Smith      |
| 2017  | Cameron Smith      | Cameron Smith      | Cameron Smith      |
| 2018  | Greg Inglis        | Greg Inglis        | Billy Slater       |
| 2019  | Daly Cherry-Evans  | Daly Cherry-Evans  | Daly Cherry-Evans  |
| 2020  | Daly Cherry-Evans  | Daly Cherry-Evans  | Daly Cherry-Evans  |
| 2021  | Daly Cherry-Evans  | Daly Cherry-Evans  | Daly Cherry-Evans  |
| 2022  | Daly Cherry-Evans  | Daly Cherry-Evans  | Daly Cherry-Evans  |

Source : QLD Captains, sur fogs.com.au.

## Entraîneurs
| Entraîneur     | Période                    |
| -------------- | -------------------------- |
| John MacDonald | 1980                       |
| Arthur Beetson | 1981-1984; 1989-1990       |
| Des Morris     | 1985                       |
| Wayne Bennett  | 1986-1988; 1998; 2001-2003 |
| Graeme Lowe    | 1991-1992                  |
| Wally Lewis    | 1993-1994                  |
| Paul Vautin    | 1995-1997                  |
| Mark Murray    | 1999-2000                  |
| Michael Hagan  | 2004-2005                  |
| Mal Meninga    | 2006-2015                  |
| Kevin Walters  | 2016-2020                  |
| Paul Green     | 2021-2021                  |
| Billy Slater   | 2022-                      |

## Queensland Residents
Les Queensland Residents sont une équipe formée de joueurs évoluant en Queensland Cup. Elle joue régulièrement contre les New South Wales Residents ou contre l'Australie-Occidentale. Elle est partie aussi en tournée dans de nombreux pays.